# Mangan(II) phosphat
Mangan(II) phosphat là một hợp chất vô cơ có công thức hóa học Mn3(PO4)2. Nó có tầm quan trọng trong công nghiệp như một thành phần của quá trình phosphat hóa.

## Sự hình thành
Mangan(II) phosphat thường kết hợp với sắt(II) phosphat thông qua quá trình kết hợp. Trong khoáng vật, mỗi hợp chất ảnh hưởng đến cách thức kết tinh của chất kia. Các khoáng chất kết hợp theo chuỗi đẳng tích, nghĩa là chúng kết tinh ở các dạng giống nhau, tạo ra một chuỗi chất rắn. Một số ví dụ về "dãy đồng phân" được hình thành bởi Mn và Fe bao gồm heterosit (Fe, Mn)PO4, purpurit (Mn,Fe)PO4, và triplit (Mn, Fe)PO4.

## Tổng hợp
Phương pháp ngâm được sử dụng để xử lý lớp phủ mangan(II) phosphat. Các bước ngâm bao gồm tẩy/làm sạch, rửa nước, ngâm axit khoáng, kích hoạt, phosphat hóa mangan, làm khô lần cuối và bôi trơn bằng dầu hoặc nhũ tương. Bước đầu tiên của phương pháp này là tẩy và làm sạch, điển hình là các chất tẩy rửa có tính kiềm mạnh. Tẩy rửa trong axit khoáng là một quá trình được mô tả bằng cách loại bỏ oxit, giúp bề mặt sạch sẽ. Việc kích hoạt trước khi tráng nước cho phép thực hiện quá trình làm sạch và ngâm trong khi tránh sự hình thành phosphat tinh thể thô. Quá trình phosphat hóa mangan được thực hiện, điển hình là trong bể axit photphoric loãng ở khoảng 95 °C (203 °F; 368 K) trong khoảng 5–20 phút (thời gian thay đổi theo trạng thái của bề mặt được phủ). Lớp mangan(II) phosphat đã được phủ sau đó được để khô, có thể trong tủ sấy. Bước cuối cùng của quá trình phosphat hóa mangan là bôi trơn các vật liệu bằng dầu bằng cách nhúng chúng vào bể dầu và sau đó để chúng khô. Điều này dẫn đến độ dày của dầu khác nhau khi sử dụng các nồng độ và loại dầu khác nhau.
Mangan(II) phosphat cũng có thể được sử dụng cho lớp phủ (được thực hiện như mô tả ở trên). Những lớp phủ này rất hữu ích để chống lại sự ăn mòn và mài mòn theo thời gian, do độ bền của chúng. Lớp phủ mangan(II) phosphat thường có thể được tìm thấy trong ngành công nghiệp dầu khí, súng và vũ khí, hàng không vũ trụ, bánh răng và ổ trục, và trong các thiết bị hàng hải. Chúng cũng phổ biến trong động cơ, ốc vít, đai ốc và bu lông, và vòng đệm.

## Hợp chất khác
Mn3(PO4)2 còn tạo một số hợp chất với N2H4, như Mn3(PO4)2·N2H4·2,5H2O và Mn3(PO4)2·6N2H4·2H2O đều là chất rắn màu trắng.